# 리프먼-슈윙거 방정식
양자역학에서 리프먼-슈윙거 방정식(Lippmann–Schwinger equation)은 입자의 산란을 다루는 방정식이다. 미국의 버너드 리프먼(Bernard A. Lippmann)과 줄리언 슈윙거가 1950년에 유도하였다.

## 정의
자유 해밀토니언이 {\displaystyle H_{0}}인 계에 퍼텐셜 {\displaystyle V}가 산란을 일으킨다고 하자. 입사(入射) 입자 {\displaystyle |\phi \rangle }는 자유 해밀토니언에 대하여 에너지 {\displaystyle E}를 가진 고유 상태라고 하자.
{\displaystyle H_{0}|\phi \rangle =E|\phi \rangle }.
산란 이론의 목표는 {\displaystyle V}에 의하여 산란된 입자의 파동 함수 {\displaystyle |\psi \rangle }를 계산하는 것이다. 즉, 다음 식을 만족하는 {\displaystyle |\psi \rangle }를 구한다.
{\displaystyle (H_{0}+V)|\psi \rangle =E|\psi \rangle }.
이 두 식을 더하고, 항을 정리하면 다음과 같은 식을 얻는다.
{\displaystyle (E-H_{0})|\psi \rangle =(E-H_{0})|\phi \rangle +V|\psi \rangle }.
이제 양변에 {\displaystyle (E-H_{0})^{-1}}를 곱할 수 있다면, 다음과 같은 식을 얻을 것이다.
{\displaystyle |\psi \rangle {\stackrel {?}{=}}|\phi \rangle +(E-H_{0})^{-1}V|\psi \rangle }.
하지만 {\displaystyle (E-H_{0})^{-1}}은 {\displaystyle H_{0}}에 대한 고윳값이 {\displaystyle E}일 경우에는 정의할 수 없다. 섭동 이론에서는 고윳값이 문제가 되는 경우를 적절한 사영 연산자로 사영해 없앨 수 있지만, 산란 이론에서 다루는 해밀토니언은 연속 스펙트럼을 가지므로 이렇게 할 수 없다. 대신, {\displaystyle E}를 복소수로 잡고, 그 허수 부분이 매우 작다고 하자.
{\displaystyle |\psi ^{\pm }\rangle =|\phi \rangle +(E\pm i\epsilon -H_{0})^{-1}V|\psi ^{\pm }\rangle } ({\displaystyle \epsilon \ll 1}).
이렇게 하여 {\displaystyle |\psi ^{\pm }\rangle }을 나타낼 수 있다. 이 식을 리프먼-슈윙거 방정식이라고 한다. 리프먼-슈윙거 방정식은 경로적분법을 통해 풀 수 있으며, 그 해 가운데 {\displaystyle |\psi ^{+}\rangle }는 초기 상태, {\displaystyle |\psi ^{-}\rangle }는 나중 상태의 파동 함수이다.

## 그린 함수
리프먼-슈윙거 방정식은 다음과 같이 위치 고유벡터 {\displaystyle |\mathbf {r} \rangle }을 삽입해 적분 방정식으로 나타낼 수 있다.
{\displaystyle \langle \mathbf {r} |\psi ^{\pm }\rangle =\langle \mathbf {r} |\phi \rangle +\int \langle \mathbf {r} '|(E\pm i\epsilon -H_{0})^{-1}V|\mathbf {r} '\rangle \langle \mathbf {r} '|\psi ^{\pm }\rangle \,d\mathbf {r} '}.
통상적인 경우, 퍼텐셜 항은 위치에만 의존한다.
{\displaystyle V=V(\mathbf {r} )}
그러면 이 식은 다음과 같다.
{\displaystyle \langle \mathbf {r} |\psi ^{\pm }\rangle =\langle \mathbf {r} |\phi \rangle +\int \langle \mathbf {r} |(E\pm i\epsilon +\nabla ^{2}/2m)^{-1}|\mathbf {r} '\rangle V(\mathbf {r} ')\langle \mathbf {r} '|\psi ^{\pm }\rangle \,d\mathbf {r} '}.
여기서 다음과 같이 그린 함수 {\displaystyle G^{\pm }(\mathbf {r} ,\mathbf {r} ')}를 정의하자.
{\displaystyle G^{\pm }(\mathbf {r} ,\mathbf {r} ')=\langle \mathbf {r} |(E\pm i\epsilon +\nabla ^{2}/2m)^{-1}|\mathbf {r} '\rangle }.
이를 대입하고, 브라-켓 표기법을 일반 함수 표기법으로 바꾸면 다음과 같은 적분 방정식을 얻는다.
{\displaystyle \psi ^{\pm }(\mathbf {r} )=\phi (\mathbf {r} )+\int G^{\pm }(\mathbf {r} ,\mathbf {r} ')V(\mathbf {r} ')\psi ^{\pm }(\mathbf {r} ')\,d\mathbf {r} '}.
빛의 속도보다 매우 느린 입자의 경우 {\displaystyle H_{0}}은 다음과 같다.
{\displaystyle H_{0}=\mathbf {p} ^{2}/2m=-\hbar ^{2}\nabla ^{2}/2m}.
이에 해당하는 그린 함수 {\displaystyle G^{\pm }(\mathbf {r} ,\mathbf {r} ')}는 경로적분법을 통해 다음과 같이 계산할 수 있다.
{\displaystyle G^{\pm }(\mathbf {r} ,\mathbf {r} ')=-{\frac {2m}{\hbar ^{2}}}{\frac {\exp(\pm i{\sqrt {2mE}}\Vert \mathbf {r} -\mathbf {r} '\Vert /\hbar )}{4\pi \Vert \mathbf {r} -\mathbf {r} '\Vert }}}.

## 보른 근사법
리프먼-슈윙거 방정식의 해는 보른 근사법(Born approximation)을 통해 급수로 나타낼 수 있다.
1차 보른 근사법이란 리프먼-슈윙거 방정식 우변에서 총 파동 함수 {\displaystyle |\psi \rangle }를 입사 파동 함수 {\displaystyle |\phi \rangle }으로 치환하여 푸는 것이다. (즉, 이미 산란된 입자가 재차로 산란되는 경우를 무시한다.)
{\displaystyle |\psi ^{(1)}\rangle =|\phi \rangle +(E+i\epsilon -H_{0})^{-1}V|\phi \rangle }.
이 해를 리프먼-슈윙거 방정식에 도입해 2차 이상의 보른 근사를 차례로 계산할 수 있다.
{\displaystyle |\psi ^{(n+1)}\rangle =|\phi \rangle +(E+i\epsilon -H_{0})^{-1}V|\psi ^{(n)}\rangle }.